# Lauterecken
Lauterecken ist eine Stadt im rheinland-pfälzischen Landkreis Kusel und gemessen an der Einwohnerzahl dessen sechstgrößte Ortsgemeinde. Sie ist Verwaltungssitz der Verbandsgemeinde Lauterecken-Wolfstein, der sie auch angehört. Lauterecken trägt den Beinamen Veldenzstadt. Lauterecken ist gemäß Landesplanung als Grundzentrum ausgewiesen. Darüber hinaus ist Lauterecken zusammen mit der Kreisstadt Kusel Teil eines mittelzentralen Verbundes.
Sowohl gemessen an der Einwohnerzahl als auch an der Gemarkungsfläche zählt Lauterecken zu den kleinsten Städten Deutschlands.

## Geographie

### Geographische Lage
Lauterecken liegt im Nordpfälzer Bergland. Nachbargemeinden sind – im Uhrzeigersinn – Medard, Cronenberg, Hohenöllen, Lohnweiler, Wiesweiler, Hausweiler, Grumbach und Kappeln.

### Erhebungen und Gewässer
Unmittelbar nordwestlich des Siedlungsgebiets erhebt sich der Igelskopf. Die Stadt liegt an der Mündung der Lauter in den Glan. Letztere nimmt zuvor von links den Grumbach auf.

### Klima
Der Jahresniederschlag beträgt 707 mm.

## Geschichte

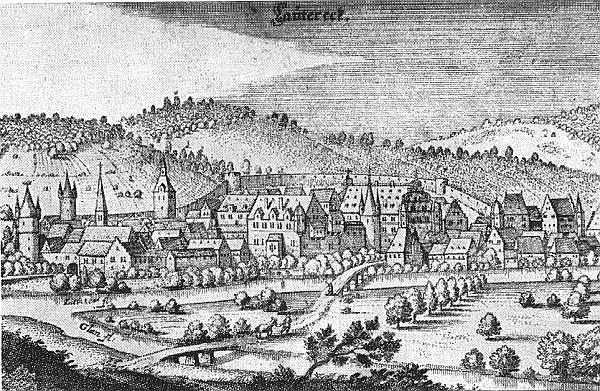
Ansicht nach Matthäus Merian

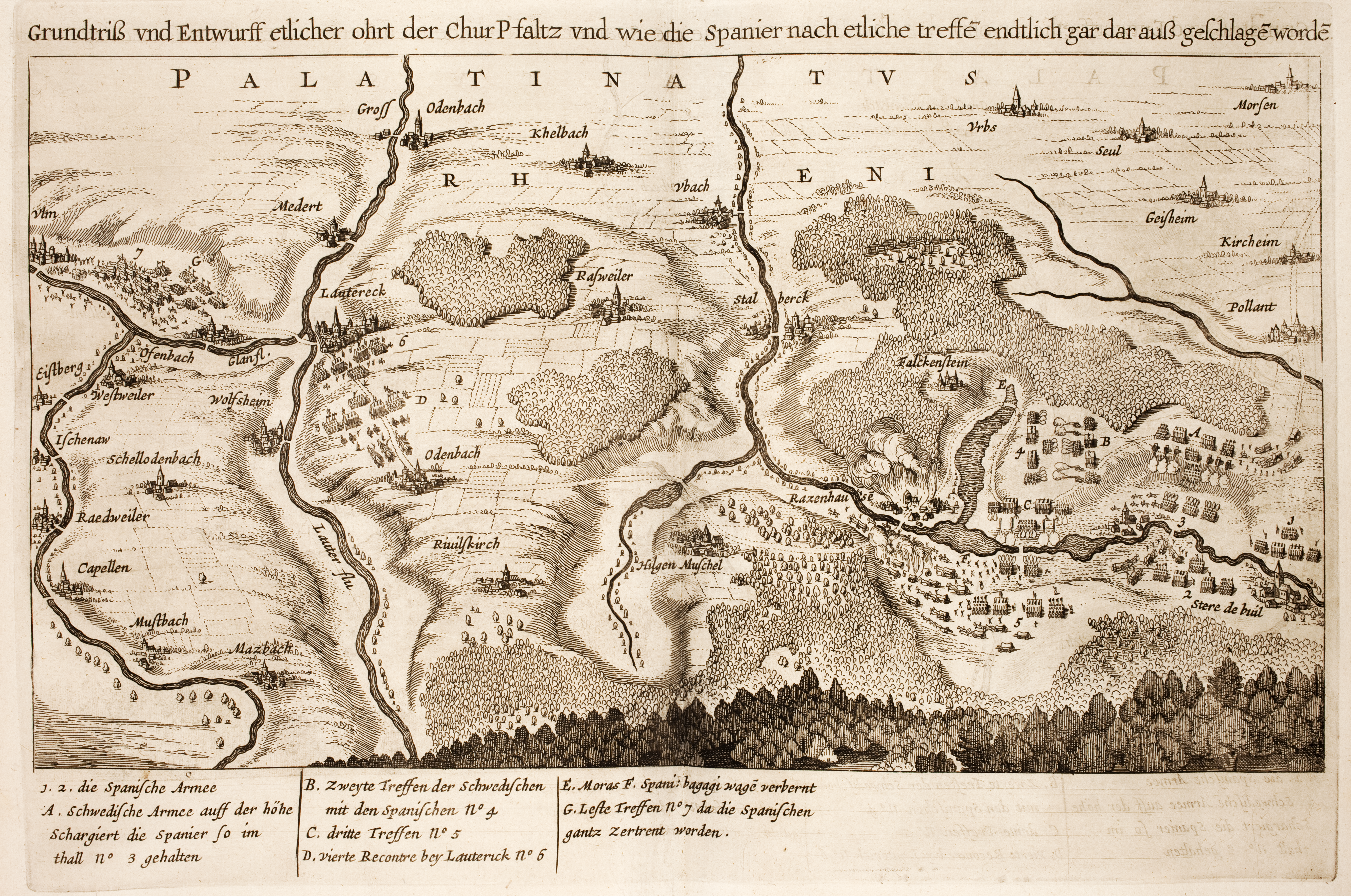
Schlacht bei Lauterecken. Die Truppen von Schweden kämpften gegen Spanische Truppen im Dreißigjährigen Krieg, 1632? Matthias Merian in Danckerts Historis, 1642.

Die Stadt ist nach dem Flüsschen Lauter benannt, die nahe der Ortsmitte in den aus Altenglan zufließenden Glan mündet. Erstmalige gesicherte Erwähnung findet der Ort und seine Burg, ein Vorläuferbau des Veldenzschlosses, im Jahr 1343. Zwischen 1343 und 1350 (die Originalurkunde ist nicht erhalten geblieben) hat Lauterecken seine Stadtrechte erhalten. Lauterecken befand sich zu dieser Zeit im Besitz der Grafen von Veldenz, der Nachfahren der Nahegaugrafen (Emichonen).
Mit dem Aussterben der Veldenzer 1444 fiel Lauterecken an das Herzogtum Pfalz-Zweibrücken und war von 1543 bis 1694 Residenz der wittelsbachischen Nebenlinie Pfalz-Veldenz-Lauterecken. 151 Jahre regierte die pfalz-veldenzische Linie bis zu ihrem Aussterben. 1689 wurden Stadt und Schloss teilweise zerstört. Von 1733 bis 1797 war Lauterecken Sitz eines kurpfälzischen Oberamtes. 1752 wurde das Oberamtsgebäude auf dem spätgotischen Keller des Schlosses neu errichtet. Bis Ende des 18. Jahrhunderts verblieb die Stadt bei der Kurpfalz.
Von 1798 bis 1814, als die Pfalz Teil der Französischen Republik (bis 1804) und anschließend Teil des Napoleonischen Kaiserreichs war, war Lauterecken Sitz des gleichnamigen Kantons, dem 20 weitere Gemeinden angehörten sowie der gleichnamigen Mairie, die zusätzlich vier Gemeinden umfasste. 1815 hatte Lauterecken 792 Einwohner. Im selben Jahr wurde die Stadt Österreich zugeschlagen. Anschließend wechselte Lauterecken in das Königreich Bayern. Von 1818 bis 1862 war Lauterecken Bestandteil des Landkommissariat Kusel, das anschließend in ein Bezirksamt umgewandelt wurde.
1939 wurde die Stadt in den Landkreis Kusel eingegliedert. Nach dem Zweiten Weltkrieg wurde Lauterecken innerhalb der französischen Besatzungszone Teil des damals neu gebildeten Landes Rheinland-Pfalz. Im Zuge der ersten rheinland-pfälzischen Verwaltungsreform wurde Lauterecken Verwaltungssitz der neu geschaffenen gleichnamigen Verbandsgemeinde, der seinerzeit neben Lauterecken 25 eigenständige Ortsgemeinden angehören, seit 2014 ist die Stadt Sitz der Verbandsgemeinde Lauterecken-Wolfstein mit insgesamt 41 Gemeinden.

### Einwohnerentwicklung
| Lauterecken: Einwohnerzahlen von 2012 bis 2024 | Lauterecken: Einwohnerzahlen von 2012 bis 2024 | Lauterecken: Einwohnerzahlen von 2012 bis 2024 | Lauterecken: Einwohnerzahlen von 2012 bis 2024 | Lauterecken: Einwohnerzahlen von 2012 bis 2024 |
| ---------------------------------------------- | ---------------------------------------------- | ---------------------------------------------- | ---------------------------------------------- | ---------------------------------------------- |
| Jahr                                           |                                                |                                                |                                                | Einwohner                                      |
| 2012                                           | 2012                                           |                                                | 2.194                                          | 2.194                                          |
| 2015                                           | 2015                                           |                                                | 2.133                                          | 2.133                                          |
| 2020                                           | 2020                                           |                                                | 1.978                                          | 1.978                                          |
| 2024                                           | 2024                                           |                                                | 1.990                                          | 1.990                                          |
| Quelle(n): statistik.rlp.de                    |                                                |                                                |                                                |                                                |

## Religion
Vor Ort existierte einst ein Jüdischer Friedhof. Darüber hinaus gibt es eine katholische und eine evangelische Gemeinde in Lauterecken.

## Politik

### Stadtrat
Der Stadtrat in Lauterecken besteht aus 16 Ratsmitgliedern und dem Vorsitzenden.
Sitzverteilung:
| Wahl | SPD | CDU | FDP | FWG | Gesamt   |
| ---- | --- | --- | --- | --- | -------- |
| 2024 | 3   | 5   | 3   | 5   | 16 Sitze |
| 2019 | 3   | 5   | 3   | 5   | 16 Sitze |
| 2014 | 4   | 3   | 3   | 6   | 16 Sitze |
| 2009 | 4   | 4   | 3   | 5   | 16 Sitze |
| 2004 | 5   | 5   | 2   | 4   | 16 Sitze |

### Bürgermeister
Isabell Steinhauer-Theis (CDU) wurde am 4. Juli 2019 Stadtbürgermeisterin von Lauterecken. Bei der Stichwahl am 16. Juni 2019 hatte sie sich mit einem Stimmenanteil von 70,95 % durchgesetzt, nachdem bei der Direktwahl am 26. Mai 2019 keiner der ursprünglich vier Bewerber, darunter auch der bisherige Amtsinhaber, eine ausreichende Mehrheit erreicht hatte. Bei der Bürgermeisterwahl am 9. Juni 2024 konnte sie ihr Amt bei einer Wahlbeteiligung von 56,0 % mit 70,2 % der Stimmen ohne Gegenkandidaten verteidigen. Ihr Vorgänger Heinrich Steinhauer (FWG) übte das Amt 20 Jahre aus.

### Wappen
| Wappen von Lauterecken | Blasonierung: „In Silber auf einem auf der Spitze stehenden durchbrochenen gleichseitigen roten Dreieck, in dessen Innern ein kleineres gleichseitiges rotes Dreieck mit den Spitzen anstoßend, ein schreitender rotbewehrter und -bezungter blauer Löwe.“ |
| Wappen von Lauterecken | Wappenbegründung: Der blaue Löwe weist auf die einstige Herrschaft der Grafen von Veldenz hin. Genehmigung: 20.5.1961 Ministerium des Innern, Mainz. |

## Kultur und Sehenswürdigkeiten

### Kulturdenkmäler

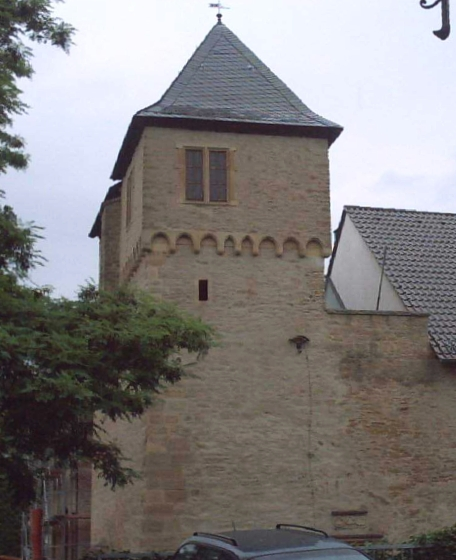
Der Veldenzturm des Lauterecker Schlosses

Die Bahnhofstraße ist als Denkmalzone ausgewiesen.
Hinzu kommen zahlreiche Einzelobjekte, die unter Denkmalschutz stehen, darunter das Alte Schloss mit Veldenzturm, das einst als Residenz des Grafen von Pfalz-Veldenz diente, das Portal des „Neuen Baus“, das Kriegerdenkmal auf dem Igelskopf, das Kriegerdenkmal auf dem Veldenzplatz von 1870/71, die alte Brücke über die Lauter sowie die beiden Pfarrkirchen.

### Regelmäßige Veranstaltungen
Als größere Veranstaltungen sind der Frühjahrsmarkt, das große Heimatfest, der Herbstmarkt, der Weihnachtsmarkt und das alle zwei Jahre stattfindende Turmfest zu nennen.

## Wirtschaft und Infrastruktur
Ein Teil der Heizwärme in der Stadt wird umweltfreundlich durch eine Hochleistungswärmepumpe des Freitaler Unternehmens BDR Thermea aus der im Jahresmittel 10 °C warmen Lauter gewonnen. Nur bei Frosttemperaturen springt alternativ ein Brennwertkessel ein.

### Ansässige Unternehmen

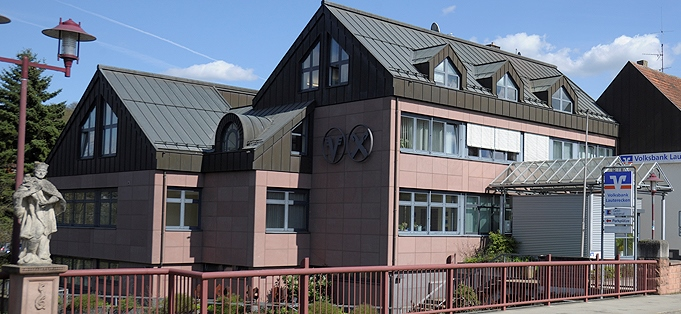
Volksbank Lauterecken

Lauterecken beherbergt wegen seiner zentralen Lage im nördlichen Landkreis Kusel drei mittelständische Unternehmen und verschiedene Geschäfte. Als Unternehmen mit überregionaler Bedeutung sind vor allem der Fruchtsafthersteller Niehoffs Vaihinger Fruchtsaft, ein Werk der seit 2003 zum Industriekonzern Behr Bircher Cellpack BBC gehörenden Cellpack-Gruppe (Lebensmittelverpackungen) und eine Produktionsstätte der BITO-Lagertechnik zu nennen. Darüber hinaus existieren vor Ort die Volksbank Lauterecken und das Brauhaus Lauterecken. Zudem besitzt die Kreissparkasse Kusel eine Filiale in Lauterecken. Die Instrumentenbauerfamilie Sander besaß früher eine Werkstatt vor Ort.

### Verkehr
Schiene
Im Jahr 1883 erhielt Lauterecken in Form der Lautertalbahn Anschluss an das Eisenbahnnetz. Der damalige Endbahnhof befand sich am südlichen Stadtrand. Er blieb zunächst bestehen, als die untere Glantalbahn im Jahr 1896 als unmittelbare Fortsetzung der Lautertalbahn bis nach Odernheim verlängert und ein Jahr später bis nach Staudernheim an der Rhein-Nahe-Bahn durchgebunden wurde.
In diesem Zusammenhang entstand rund einen Kilometer nördlich des Bahnhofs ein weiterer Bahnhalt mit dem Namen Lauterecken. Er sollte den Einwohnern des nördlichen Stadtgebiets von Lauterecken und aus den im mittleren Glantal gelegenen Gemeinden den Zugang zur Bahn erleichtern. Mit der Vollendung der Glantalbahn im Jahr 1904 wurde er aufgegeben.

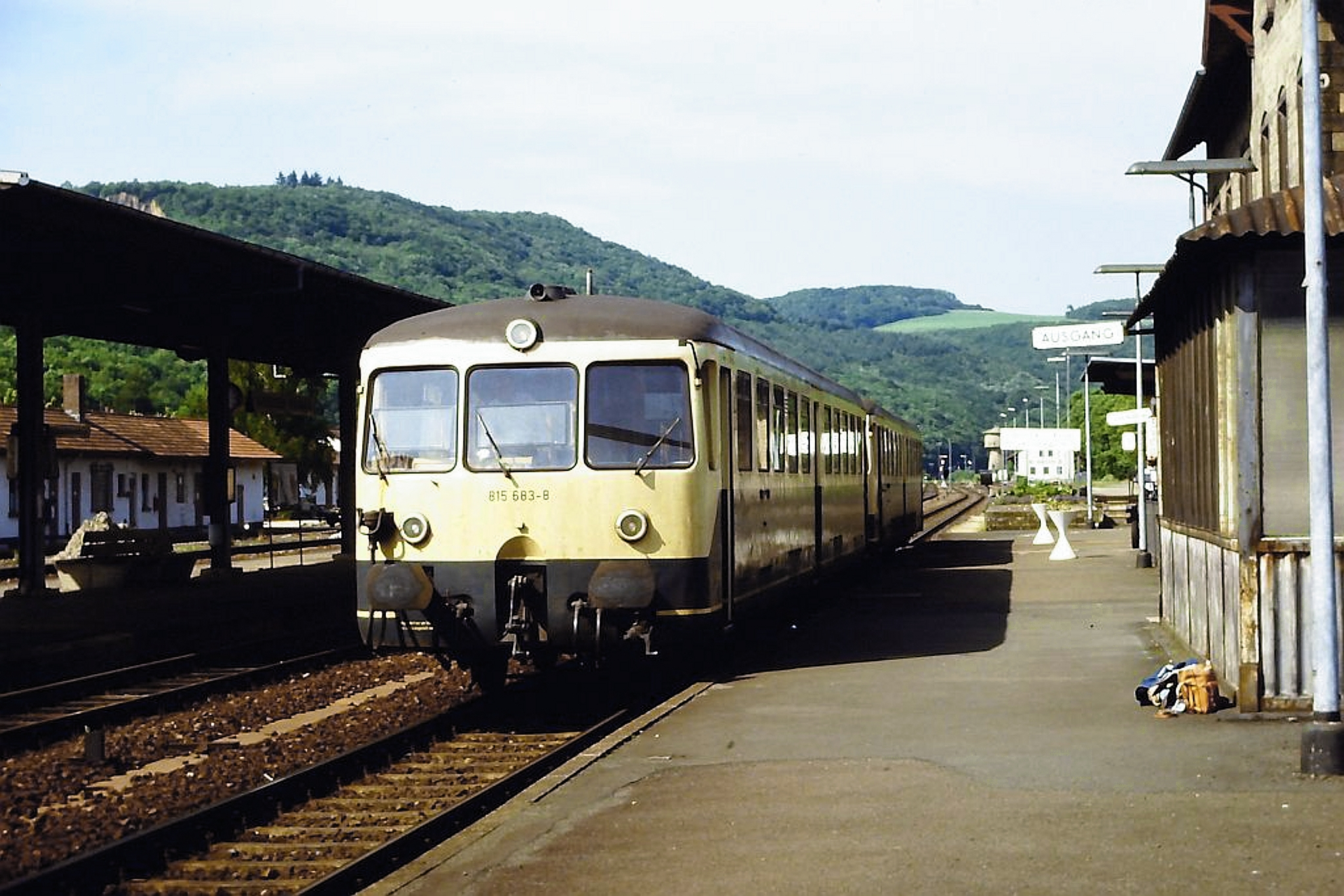
Triebwagen im Bahnhof Lauterecken-Grumbach im Jahr 1986

Bereits im Zuge der Planungen der übrigen Glantalbahn, die in erster Linie aus strategischen Gründen errichtet wurde, stellte sich heraus, dass sich der bisherige Bahnhof in Bezug auf die Verknüpfung mit der Lauterstrecke in einer ungünstigen Lage befand. Aus diesem Grund entstand der 1904 eröffnete Bahnhof Lauterecken-Grumbach unweit des bisherigen Haltepunkts, der fortan als Verknüpfungsstation fungierte und der bis heute die Stadt mit dem Oberzentrum Kaiserslautern verbindet. Der alte Bahnhof wurde zunächst als Haltepunkt weiter betrieben, ehe er mangels Rentabilität 1912 aufgegeben wurde. Auf der Glantalbahn endete der Personenverkehr zwischen Altenglan und Lauterecken im Jahr 1985, ein Jahr später folgte der Abschnitt zwischen Lauterecken und Staudernheim. Zur selben Zeit war die Lautertalbahn ebenfalls von der Stilllegung bedroht, die jedoch abgewendet wurde. Der Güterverkehr kam 1993 zum Erliegen. Entlang der Glantalbahn wurde 2000 der Draisinenverkehr eröffnet, wobei der Bahnhof Lauterecken-Grumbach eine von insgesamt drei Ausleihstationen für Draisinen darstellt.
Straße
In Lauterecken treffen sich die Bundesstraße 270 und die Bundesstraße 420. Zudem beginnt vor Ort die Kreisstraße 39, die nach Hohenöllen führt. Die Stadt ist durch die von Omnibusverkehr Rhein-Nahe betriebene Buslinie 260 angebunden, die bis nach Bad Sobernheim führt. Als der Landkreis Birkenfeld das am 1. August 2022 verwirklichte neue Busnetz beauftragte, wollte sich der Landkreis Kusel finanziell nicht an einer Anbindung von Lauterecken an das Mittelzentrum Idar-Oberstein beteiligen. Deshalb endet die aus Idar-Oberstein kommende und von der Nahverkehrsbetriebe Birkenfeld GmbH bediente Buslinie 870 in Sien.

### Tourismus
Für Radler ist Lauterecken ein Durchgangsort des Radwegs Glan-Blies sowie nördlicher Endpunkt des Lautertal-Radwegs. Zudem ist die Stadt nördlicher Ausgangspunkt eines Wanderwegs, der mit einem blau-gelben Balken markiert ist. Darüber hinaus verläuft der Pfälzer Höhenweg über Lauterecken. Außerdem führt die Deutsche Schuhstraße durch die Stadt.

### Öffentliche Einrichtungen
Während der Zugehörigkeit zu Frankreich war die Stadt Sitz eines Friedensgerichts, das dem Tribunal erster Instanz Kaiserslautern unterstand. In der Folgezeit war Lauterecken Sitz eines Amtsgerichts.
Lauterecken ist Sitz der Verbandsgemeinde Lauterecken-Wolfstein und beherbergt zusätzlich ihre Verwaltung. Außerdem ist hier eine Filiale der Bundesagentur für Arbeit ansässig (von insgesamt drei im Landkreis Kusel). Lauterecken besitzt eine Residenz der Wohn- und Alteneinrichtung „Pro Seniore“, in der Alleinstehende und Pflegebedürftige wohnen und betreut werden können. Lauterecken beherbergt eine Polizeiinspektion, die der Polizeidirektion Kaiserslautern des Polizeipräsidiums Westpfalz untersteht.

### Bildung
In der Veldenzstadt Lauterecken gibt es eine Grundschule, eine Schule mit dem Förderschwerpunkt Lernen (Janusz-Korczak-Schule), ein Schulzentrum mit Realschule plus und das Veldenz-Gymnasium. Im Rathaus („Stadthaus“) befindet sich die Stadtbücherei.

## Persönlichkeiten
- Siehe Liste Lauterecker Persönlichkeiten